# فضاء فولتيرا
في الرياضيات, وفي مجال الطوبولوجيا، يُقال إن أي فضاء طوبولوجي هو فضاء فولتيرا إذا كان أي تقاطع محدود لمجموعات فرعية من كثيفة من دلتا G كثيفًا. وكل فضاء باير هو فضاء فولتيرا لكن العكس غير صحيح.
وفي الواقع، فإن أي فضاء يمكن قياسه هو فضاء فولتيرا.
ويرجع هذا الاسم إلى بحث كتبه فيتو فولتيرا وفيه استخدم حقيقة أن (في الرموز الحديثة) تقاطع مجموعتي الكثافة دلتا G في الأعداد الحقيقية يكون كثيفًا.